# 葉佳艷
葉佳艷（英語：Yeh Jia-yian，1967年—），是臺灣的聖座平信徒部唯一的華人顧問。輔仁大學外文學系、澳洲若望保祿二世婚姻與家庭學院研究所碩士畢業。。

## 生平
葉佳艷曾在新竹教區、台北教區擔任婚姻與家庭講師、婚前懇談領導人等職務。她曾任輔仁大學神學院講師，也是教廷平信徒部唯一一位華人顧問。2018年獲得教宗任命，作為平信徒暨家庭與生命部的第一屆、也是第一位華人女性顧問。

## 家庭
育有一子一女。